# Maurycy Pius Rudzki
–Maurycy Pius Rudzki (ur. 28 grudnia 1862 w Uhryńkowcach k. Czortkowa na Podolu; zm. 20 lipca 1916 w Krakowie) – polski geofizyk i astronom.

## Życiorys
Rozpoczął studia na Uniwersytecie Lwowskim, w latach 1883–1886 studiował na Wydziale Filozoficznym Uniwersytetu w Wiedniu, gdzie w 1886 uzyskał stopień doktora. Pracował na uniwersytetach w Charkowie i Odessie. Rudzki od 1896 był profesorem w katedrze geofizyki i meteorologii Uniwersytetu Jagiellońskiego – była to pierwsza katedra geofizyki na świecie. Od 1899 członek Akademii Umiejętności. Od 1902 był dyrektorem Obserwatorium Astronomicznego UJ. 
Autor ok. 150 prac z geofizyki (o kształcie Ziemi, meteorologii, rozchodzeniu się fal sejsmicznych oraz z dziedziny astrofizyki). Rozwinął teorię kul gazowych. 
Został pochowany na cmentarzu Rakowickim w Krakowie.

## Ordery i odznaczenia
- Krzyż Komandorski Orderu Odrodzenia Polski (pośmiertnie, 11 listopada 1936)[4]

## Najważniejsze prace
- Astronomia teoretyczna (1914)[5]
- Fizyka Ziemi (1909)[6]
  - Wersja niemiecka: Physik der Erde (1911)[7]
- Zasady meteorologii (1917)